# Proconura pseudonebulosa
Proconura pseudonebulosa is een vliesvleugelig insect uit de familie bronswespen (Chalcididae). De wetenschappelijke naam is voor het eerst geldig gepubliceerd in 1934 door Masi.